# Zephronia gestri
Zephronia gestri är en mångfotingart som beskrevs av Pocock 1890. Zephronia gestri ingår i släktet Zephronia och familjen Zephroniidae. Inga underarter finns listade i Catalogue of Life.